# Ivar Johansson
Ivar Valentin Johansson (31. ledna 1903 Norrköping – 4. srpna 1979 tamtéž) byl švédský zápasník.
Startoval na třech olympijských hrách, z toho jedenkrát v obou stylech. Při svém prvním startu na hrách v Amsterdamu 1928 obsadil dělené 9. místo. V roce 1932 zvítězil jak ve volném tak v řecko-římském stylu a v roce 1936 přidal třetí olympijské zlato, tentokrát v řecko-římském stylu. V letech 1931 až 1939 vybojoval 9 titulů mistra Evropy, z toho 6 v řecko-římském a tři ve volném stylu.